# Cantone di Droué
Il Cantone di Droué era una divisione amministrativa dell'arrondissement di Vendôme.
È stato soppresso a seguito della riforma complessiva dei cantoni del 2014, che è entrata in vigore con le elezioni dipartimentali del 2015.
Comprendeva i comuni di:
- Bouffry
- Boursay
- La Chapelle-Vicomtesse
- Chauvigny-du-Perche
- Droué
- Fontaine-Raoul
- La Fontenelle
- Le Gault-Perche
- Le Poislay
- Romilly
- Ruan-sur-Egvonne
- Villebout